# Oesofagoscopie

Barrett-oesofagus

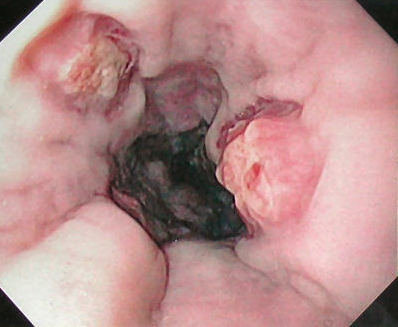
Zweren in de slokdarm

Een oesofagoscopie is een geneeskundig onderzoek waarbij het slijmvlies en de beweging (peristaltiek) van de slokdarm (oesofagus) wordt onderzocht.

## Indicaties
Voorbeelden van indicaties zijn:
- ter controle bij bepaalde maagaandoeningen zoals slokdarmkanker.
- overmatig braken direct na voedselinname.
- vermoeden van een infectie in de slokdarm.
- voedsel dat achter borstbeen blijft hangen.
- pijn achter het borstbeen na drinken van te hete dranken.

## Voorbereiding
Minimaal zes uren voor het onderzoek mag de patiënt niets eten of drinken. Op de dag van het onderzoek moet de patiënt zich melden bij de afdeling endoscopie daar zal de patiënt ontvangen worden door een endoscopieverpleegkundige. Deze verpleegkundige zal een keelspray toedienen of wanneer hier om gevraagd wordt. De vloeistof die in de spray zit zal de tastzintuigen van de keel- en mondholte verdoven, waardoor het braakreflex onderdrukt wordt. Dit betekent niet dat de patiënt ook daadwerkelijk geen braakneigingen zal krijgen. Aandoeningen zoals diabetes, long- en hartaandoeningen zijn een contra-indicatie voor het gebruik van een keelspray. In bijzondere omstandigheden kan de patiënt intraveneus midazolam (Dormicum) toegediend krijgen. Dit is een zeer sterk rustgevend middel, waardoor de patiënt amper wat merkt van het onderzoek. Het nadeel hiervan is dat het de eventuele complicaties van de Gastroscopie vergroot. Ten slotte zal gevraagd worden aan de patiënt om op de onderzoekstafel plaats te nemen, waarna een ring tussen de kaken gezet wordt om de tanden van de patiënt en de endoscoop te beschermen.

## Uitvoering
Het onderzoek wordt uitgevoerd door een MDL-arts of internist. Deze brengt de endoscoop in de mondholte van de patiënt, waarna de arts vraagt om slikbewegingen te maken. Dit kan een vervelend en opgeblazen gevoel geven. Indien nodig worden biopten van het slijmvlies genomen om op eventuele infecties te onderzoeken. Tijdens het onderzoek kan ook een kriebelend gevoel ontstaan in de keel wanneer de endoscoop hierlangs geschoven wordt. Dit kan het braakreflex uitlokken. Ten slotte kan het verwijderen van de endoscoop een onaangenaam gevoel zijn, omdat de slokdarm zich namelijk samentrekt en er een beetje maagzuur meekomt. De uitvoering duurt circa 2 à 5 minuten afhankelijk van de gespannenheid van de patiënt. Patiënten die zich ontspannen tijdens het onderzoeken zijn soms al binnen twee minuten klaar.

## Nazorg
Wanneer het onderzoek ten einde is, zal de arts een kort verslagje schrijven met de resultaten. Meestal zal de arts het kort doornemen wat hij/zij gezien heeft. Indien het onderzoek poliklinisch gehouden is, zal de patiënt de volledige uitslag met de huisarts moeten bespreken. Indien er biopten zijn afgenomen, zal de huisarts hiervan ook de uitslag vertellen en eventueel hierop de behandeling aanpassen. Na het onderzoek kan de patiënt gewoon weer eten en drinken tenzij gebruik is gemaakt van de keelspray. Dan mag men circa een half tot twee uur na het onderzoek niet eten of drinken. De tijd die hiervoor geldt verschilt per intstelling.

## Geschiedenis
Tientallen jaren geleden bestonden er geen endoscopen en werd dit onderzoek hierdoor uitgevoerd met een soort holle stalen pijp. De patiënt werd hierbij soms onder algehele anesthesie gebracht, waarna het hoofd naar achteren gebogen werd en de pijp in een rechte lijn naar binnen geschoven werd. De toepassing worden meestal alleen nog bij een operatie van de kno-arts gebruikt.
artroscopie ·
bronchoscopie ·
colonoscopie ·
cystoscopie ·
ERCP ·
gastroscopie · 
hysteroscopie ·
laparoscopie ·
laryngoscopie ·
oesofagoscopie ·
rectoscopie ·
sigmoïdoscopie ·
thoracoscopie ·
videocapsule-endoscopie